# Valle de Bada
El Valle de Bada (en indonesio: Lembah Bada; también escrito Valle de Napu, está ubicado en el parque nacional Lore Lindu en el centro de la isla de Célebes, en el país asiático de Indonesia, contiene cientos de megalitos que se remontan al siglo XIV. El propósito de los megalitos y su forma de construcción son desconocidos hasta la fecha.